# 扭喙马先蒿
扭喙马先蒿（学名：Pedicularis streptorhyncha）是列当科马先蒿属的植物，是中国的特有植物。分布于中国大陆的四川等地，生长于海拔3,950米至4,000米的地区，见于有苔藓的杜鹃灌丛林中以及高山栎的丛林中，目前尚未由人工引种栽培。